# 기생 용량

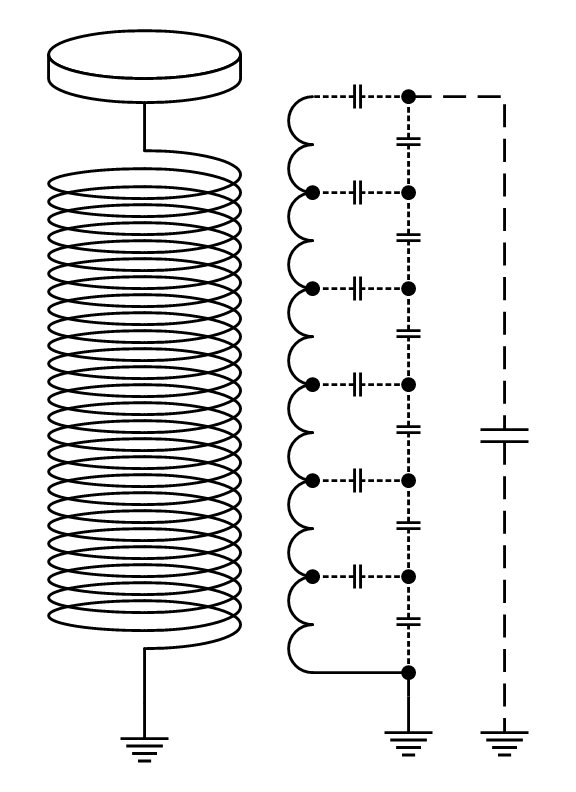
그림 1: 기생 정전 용량은 종종 점선으로 그려진다. 테슬라 코일 일부의 이 등가 회로는 각 권선과 접지 사이에 기생 용량을 갖는다.

기생 용량(parasitic capacitance)는 단순히 서로 근접해 있기 때문에 전자 부품이나 회로의 부품 사이에 존재하는 피할 수 없고 일반적으로 원치 않는 전기 용량이다. 서로 다른 전압을 갖는 두 개의 전기 전도체가 서로 가까이 있으면 그 사이의 전기장이 전도체에 전하를 저장하게 한다. 이 효과가 바로 전기 용량이다.
인덕터, 다이오드, 트랜지스터와 같은 모든 실제 회로 요소에는 내부 정전 용량이 있으므로 그 동작이 이상적인 회로 요소의 동작과 다를 수 있다. 또한 두 도체 사이에는 항상 약간의 정전 용량이 있다. 이는 인접한 전선이나 인쇄 회로 기판 트레이스와 같이 밀접하게 간격을 둔 도체의 경우 중요할 수 있다. 인덕터(예: 그림 1)의 권선 또는 기타 권선 구성 요소 사이의 기생 정전 용량은 종종 자체 정전 용량으로 설명된다. 그러나 전자기학에서 자체 정전 용량이라는 용어는 다른 현상, 즉 다른 물체를 참조하지 않고 전도성 물체의 정전 용량을 더 정확하게 의미한다.
기생 용량은 고주파 회로에서 중요한 문제이며 전자 부품 및 회로의 작동 주파수와 대역폭을 제한하는 요인인 경우가 많다.